# مانگا تایشو
مانگا تایشو (انگلیسی: Manga Taishō) یک جایزه کمیک ژاپنی است که دستاوردهای مانگا را به رسمیت می‌شناسد.